# Покровка (Довжанський район)
Покровка — селище в Україні, у Довжанській міській громаді Довжанського району Луганської області. Населення становить 98 осіб (за станом на 2001 рік).

## Історія
12 червня 2020 року, відповідно до Розпорядження Кабінету Міністрів України № 717-р «Про визначення адміністративних центрів та затвердження територій територіальних громад Луганської області», увійшло до складу Довжанської міської громади.
17 липня 2020 року, в результаті адміністративно-територіальної реформи та ліквідації  колишніх Довжанського (1938—2020) та Сорокинського районів, увійшло до складу новоутвореного Довжанського району.

## Населення

### Мова
Розподіл населення за рідною мовою за даними перепису 2001 року:
| Мова       | Кількість | Відсоток |
| ---------- | --------- | -------- |
| російська  | 63        | 64.29%   |
| українська | 34        | 34.69%   |
| білоруська | 1         | 1.02%    |
| Усього     | 98        | 100%     |